# Нижняя Питька
Нижняя Питька — озеро на территории Ребольского сельского поселения Муезерского района Республики Карелия.

## Общие сведения
Площадь озера — 0,5 км², площадь водосборного бассейна — 42,7 км². Располагается на высоте ниже 232 метров над уровнем моря.
Форма озера лопастная, продолговатая: вытянуто с северо-запада на юго-восток. Берега изрезанные, каменисто-песчаные, местами заболоченные.
Через озеро протекает река Долгая, втекающая в реку Кюно, которая, протекая озеро Киви (с притоком из озера Чёлки), впадает в озеро Вожъярви, которое, в свою очередь, соединяется протокой с Лексозером, откуда через реки Сулу и Лендерку воды в итоге попадают в Балтийское море.
У северо-западной оконечности озера проходит лесная дорога.
Код объекта в государственном водном реестре — 01050000111102000010656.